# § 70 deres førebevis er i fare
§ 70 deres førebevis er i fare er en undervisningsfilm instrueret af Werner Hedman efter manuskript af Werner Hedman.

## Handling
Fremstillet til DR til brug ved kampagne til indskærpelse af færdselslovens §70 - omfattende følgende titler:
- Introduktion.
- Blændet af solen.
- Overhaling ved fodgængerovergang.
- Den blinde vinkel.
- Andres fremkørsel.
- Venstresvinget.
- Fuldt stop.
- Overkørsel for rødt.
- Manglende afstandsbedømmelse.
- Lokket til fremkørsel.[1]